# Hypotacha ochribasalis
Hypotacha ochribasalis är en fjärilsart som beskrevs av George Francis Hampson 1896. Hypotacha ochribasalis ingår i släktet Hypotacha och familjen nattflyn. Inga underarter finns listade i Catalogue of Life.